# Matilde Festa
Matilde Festa (Roma, 14 de març de 1890 - Roma, 17 de març de 1957) va ser una pintora i mosaïcista italiana.

## Biografia
Matilde Festa, nascuda a Roma, va passar el primer període de la seva vida a Egipte, al Caire, on es va traslladar amb els seus pares, Pietro Festa i Cristina Forcella. Allà es va dedicar a l'estudi de la pintura, rebent la influència de la pintura oriental del seu mestre, el seu oncle Paolo Forcella, director de l'Escola de Belles Arts del Caire.
El seu debut artístic va tenir lloc a Roma el 1913, després de tornar a Itàlia, amb la participació de les dones en exposicions. Es va quedar en segon lloc, darrere de Ferruccio Ferrazzi, al concurs pel Pensionato artistico nazionale. També va començar a freqüentar l'entorn de la Secessione Romana, on va fer amics, entre d'altres, amb el mateix Ferrazzi, autor d'un retrat d'ella, i on es va trobar amb l'arquitecte Marcello Piacentini, amb qui es va casar en 1914.
Va participar en la segona i tercera exposició de la Secessione Romana, en 1914 i 1915. Al febrer de 1915 es va anar als Estats Units amb el seu marit, autor del projecte del pavelló d'Itàlia en l'Exposició Internacional Panamà-Pacífic a San Francisco. Per al pavelló italià va pintar episodis de les croades en els vidres del pòrtic. També va treballar en altres ocasions a les obres arquitectòniques de Marcello Piacentini, el 1918, a Roma, va executar un panell decoratiu en un llenç per al vestíbul del cinema-teatre Corso; el 1921, a Florència, va contribuir a la decoració del cinema-teatre Savoia.
Al llarg de la seva vida va participar en nombroses exposicions a Itàlia i a l'estranger. De 1928 a 1936 va participar en la Biennal de Venècia, mostrant una preferència per la tècnica del fresc. Va estar present en les dues primeres edicions de les exposicions del Sindacato laziale fascista di Belle Arti (1929-1930), la V Triennal de Milà (1933), la primera edició de la Quadriennal romana el 1931 i després va tornar a les edicions de 1935 i 1939, l'exposició d'art italià contemporani a Budapest (1936) on va representar a Itàlia en conjunt, entre d'altres, amb Giorgio De Chirico, Carlo Carrà, Gino Severini i Mario Sironi. La manca d'estudis crítics d'autoritat sobre l'artista manté oberta la qüestió de si la seva presència a les principals fires es deu a la qualitat de les seves obres, o «si es va veure afavorida pel fet que Festa era l'esposa de l'arquitecte més autoritzat del règim».

## Epònim
En 1991, la Unió Astronòmica Internacional (UAI), va nomenar un cràter de Venus en honor seu (cràter Festa).